# Nasi (voedingsmiddel)

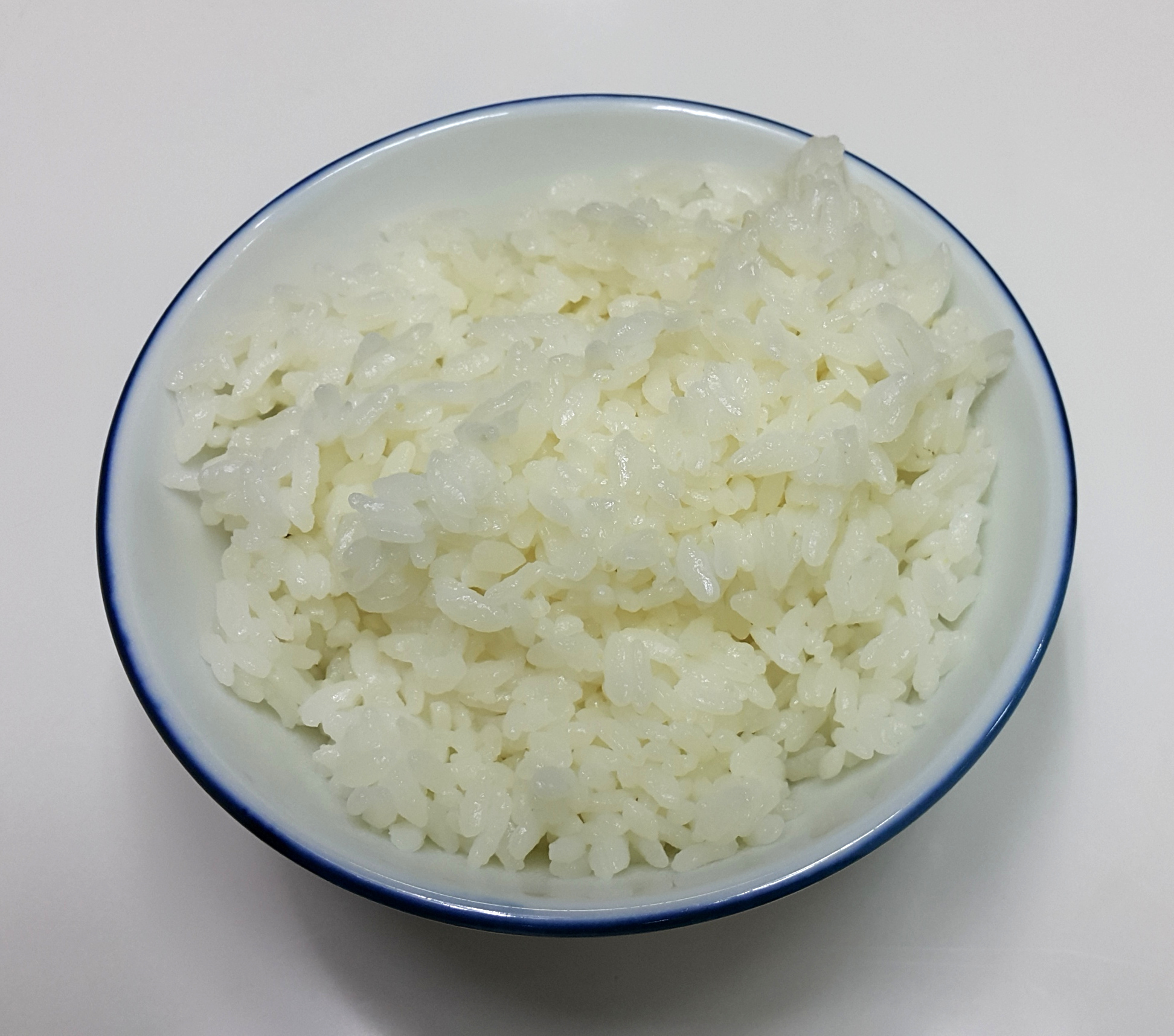
Gekookte rijst

Nasi is de Indonesische en Maleisische term voor gekookte rijst. 
Nasi kan op verschillende manieren klaargemaakt worden. Nasi putih ("witte rijst") is gewone gekookte rijst, nasi goreng ("gebakken rijst") is een gerecht dat ook in Nederland en België populair is. Daarnaast bestaan er ook nog andere, min of meer bekende, varianten als nasi kuning ("gele rijst"), nasi rames (of nasi campur, "gemixte rijst") en nasi lemak (een Maleis gerecht van in kokosmelk gekookte rijst met bijgerechten, in Indonesië nasi uduk genoemd).
In het Indonesisch worden er verschillende woorden gebruikt voor rijst, afhankelijk van het stadium:
- Bibit - de jonge aanplant.
- Padi - de rijstplant of rijst die nog niet geoogst is.
- Gabah - geoogste, ongepelde rijstkorrels.
- Beras - gepolijste, ongekookte rijst.
- Nasi - gekookte rijst.

In Nederland wordt de term nasi vaak gebruikt om het gerecht nasi goreng aan te duiden.